# Herman Van der Wee
Herman Frans Anna Van der Wee (Lier, 10 juli 1928) is een Belgisch historicus, specialist in economische geschiedenis. Hij was hoogleraar sociale en economische geschiedenis aan de Katholieke Universiteit Leuven (1969-1993).

## Levensloop
Van der Wee was een zoon van Jos Van der Wee en Martha Planckaert. Hij studeerde rechten aan de Katholieke Universiteit Leuven vanaf 1945 en promoveerde tot doctor in de rechten in 1950. In 1949 verkreeg hij bijkomend de graad van baccalaureus in de thomistische wijsbegeerte en in 1951 promoveerde hij tot licentiaat in de politieke en sociale wetenschappen. In 1963 promoveerde hij tot doctor in de geschiedenis, met een thesis getiteld De groei van de Antwerpse Markt en de Europese economie in de veertiende-zestiende eeuwen. Zijn promotor was professor Jan Van Houtte.
In 1955 werd hij docent aan de KU Leuven, terwijl hij van 1956 tot 1963 ook integreerde in het bedrijf van zijn vader, hetgeen hem bijkomende inzichten verschafte in de praktijk van het economisch leven. In die tijd was de latere politicus Frank Vandenbroucke gedurende twee jaar zijn assistent. In 1966 werd hij geassocieerd hoogleraar en in 1967 gewoon hoogleraar aan de KU Leuven. In 1969 werd hem de leerstoel toegekend voor sociale en economische geschiedenis. Eerst behoorde hij tot de Faculteit Economische Wetenschappen maar vanaf 1977 ook tot de Faculteit Geschiedenis. Hij trad toe tot het emeritaat in 1993. Een Fonds Herman Van der Wee werd opgericht voor de bevordering van internationaal multidisciplinair onderzoek. Tussen 1986 en 1989 was Van der Wee voorzitter van de International Economic History Association.
Het onderzoeksterrein door Van der Wee bestreken, overspande de periode vanaf de middeleeuwen tot heden. Hij bestudeerde hierbij Antwerpen, België, de Lage Landen, Europa en uiteindelijk de hele wereld. Zijn opzoekingen betroffen de economische geschiedenis, de financiële geschiedenis, de geschiedenis van de banken.

## Eerbetoon
Van der Wee werd 
- lid van de Koninklijke Vlaamse Academie van België voor Wetenschappen en Kunsten (1977)
- buitenlands lid van de Koninklijke Nederlandse Akademie van Wetenschappen (1984)
- Corresponding Fellow van de British Academy (1987)
- stichtend lid van de Academia Europaea (1988)
- lid, later internationaal erelid van de American Academy of Arts and Sciences (2018)
- corresponderend lid van de Royal Historical Society (1995)
- winnaar van de Heineken Prijs voor geschiedenis (1992), toegekend door de Koninklijke Nederlandse Academie van wetenschappen, in erkenning van zijn werk voor de economische geschiedenis
- opgenomen in de Belgische erfelijke adel met de persoonlijke titel van baron (1996)
- begunstigde van de Gouden Medaille van het Vlaams Parlement (1995)
- eredoctor van de University of Leicester (1995) en van de Katholieke Universiteit Brussel
- winnaar Prijs de Stassart
- winnaar vijfjaarlijkse prijs Solvay
- winnaar Prijs voor Historische Wetenschap van de stad Amsterdam
- voorzitter van de Belgian-Luxemburg American Studies Association
- erevoorzitter van de International Economic History Association
- voorzitter van de Advisory Council of the West-European Program du Woodrow Wilson International Centre for Scholars (Washington)
- voorzitter van de Academic Advisory Council of the European Association for Banking History
- stichtend lid en bestuurder van de European Economic Association
- grootofficier in de Kroonorde
- officier in de Leopoldsorde.

## Privé
Van der Wee trouwde in 1954 met de historica Monique Verbreyt en ze kregen twee kinderen. Hun dochter, Barbara Van der Wee, werd architect, gespecialiseerd in de restauratie van beschermde gebouwen, onder meer van bouwwerken ontworpen door Victor Horta. Hun zoon, Miek Van der Wee werkte als economist aan de Europese Commissie (DG Regio en DG Mededinging) en is vanaf 2020 voorzitter van de Vlaamse Parkinson Liga. 
Hij woont in een huis ontworpen door de architecten Léon Stynen en Paul De Meyer, voor het gezin gebouwd in 1963.

## Publicaties
- The growth of the Antwerpen market and the european economy (forteenth to sixteenth century), Leuven/Parijs/Den Haag,  Nijhoff, 1963.
- Historische aspecten van de economische groei. Tien studies van de economische ontwikkeling van West-Europa, en van de Nederlanden in het bijzonder, in de 12e-19e eeuw, Antwerpen/Utrecht, 1972.
- (samen met Karel Tavernier) La banque nationale de Belgique et la politique monetaire entre les deux guerres mondiales, Brussel, 1975.
- (samen met Eric Aerts) De economische ontwikkeling van Europa 950-1950, Leuven, Acco, 1982.
- De gebroken welvaartscirkel. De wereldeconomie 1945-1980, Leiden, Nijhoff, 1983.
  - Der gebremste Wohlstand. Wiederaufbau, Wachstum, Strukturwandel der Weltwirtschaft 1945-1980, 1984.
- (samen met Eric Aerts & W. Dupont) De economische ontwikkeling van Europa. Documenten. De Middeleeuwen 950-1450, Leuven, 1985.
- Mensen maken geschiedenis. De Kredietbank en de economische opgang van Vlaanderen 1935-1985, Tielt, Lannoo, 1985.
- Histoire economique mondiale 1945-1990, Parijs, Academia Duculot, 1990.
- De wereldeconomie in opbouw 1750-1990, Leuven, 1992.
- The low countries in the early modern world, Aldershot, 1993.
- De Generale Bank 1822-1997, Tielt, Lannoo, 1997.
- (samen met M. Verbreyt) Oorlog en monetaire politiek. De Nationale Bank van België, de Emissiebank te Brussel en de Belgische regering, 1939-1945, Brussel, 2005.
  - (samen met M. Verbreyt) A small nation in the turmoil of the second world war. Money, finance and occupation, Leuven, 2009.

Als uitgever:
- The great depression revisited. Essays on the economics of the thirties, Den Haag, Nijhoff, 1973.
- De Lage Landen van 1500 tot 1780, Elsevier, 1977/1992.
- The rise and decline of urban industries in Italy and the Low Countries (Late middle ages- early modern times), Leuven, 1988.
- The history of european banking, Amsterdam, Mercatorfonds, 1994.
- (samen met J. Blomme) The economic development of Belgium since 1870, Cheltenham, 1997.
- (samen met Raoul Van Caenegem en anderen) Winkler Prins Geschiedenis der Nederlanden, Elsevier, 1977.